# Беру
Беру (енгл. Burhou) је мало острво удаљено око 2 km северозападно од острва Олдерни које је део Каналских острва. Острво нема становника. На острву се налази станиште птица, па је забрањена посета острву од 15. марта до 27. јуна. Поред птица, на острву живи велики број зечева.